# Adolf Wölfli
Adolf Wölfli (Berna, 29 de febrer de 1864 - Berna, 6 de novembre de 1930) va ser un prolífic dibuixant considerat com un dels màxims exponents de l'anomenat Art Brut o art marginal.

## Biografia
Wölfli va tenir una infància turbulenta. Va ser víctima d'abusos sexuals i va quedar orfe als deu anys, i per això va viure després en diferents orfenats. De més gran, va treballar com a peó agrícola i va arribar a allistar-se fugaçment en l'exèrcit. Va ser acusat d'intent d'abús de menors, i condemnat a una pena de presó. Després del seu alliberament va ser arrestat per un delicte similar, amb la qual cosa va ser ingressat a l'hospital psiquiàtric Waldau, a Berna on passaria la resta de la seva vida. Sent víctima de psicosi i al·lucinacions, inicialment el seu comportament es descrivia com a violent i agitat, raó per la qual durant una etapa se'l va mantenir en règim d'aïllament.
Poc després del seu internament, Wölfli va començar a dibuixar. Per desgràcia els seus primers dibuixos no han sobreviscut, així que és difícil determinar el moment exacte en què va emprendre la seva obra. Els dibuixos més antics que es conserven (uns 50) van ser realitzats entre el 1904 i el 1906.
Walter Morgenthaler, metge de la Clínica Waldau, es va interessar per l'obra de Wölfli i arribà a publicar el 1921 Ein Geisteskranker als Künstler (Un pacient psiquiàtric com a artista) que seria la presentació de Wölfli davant l'establishment artístic.

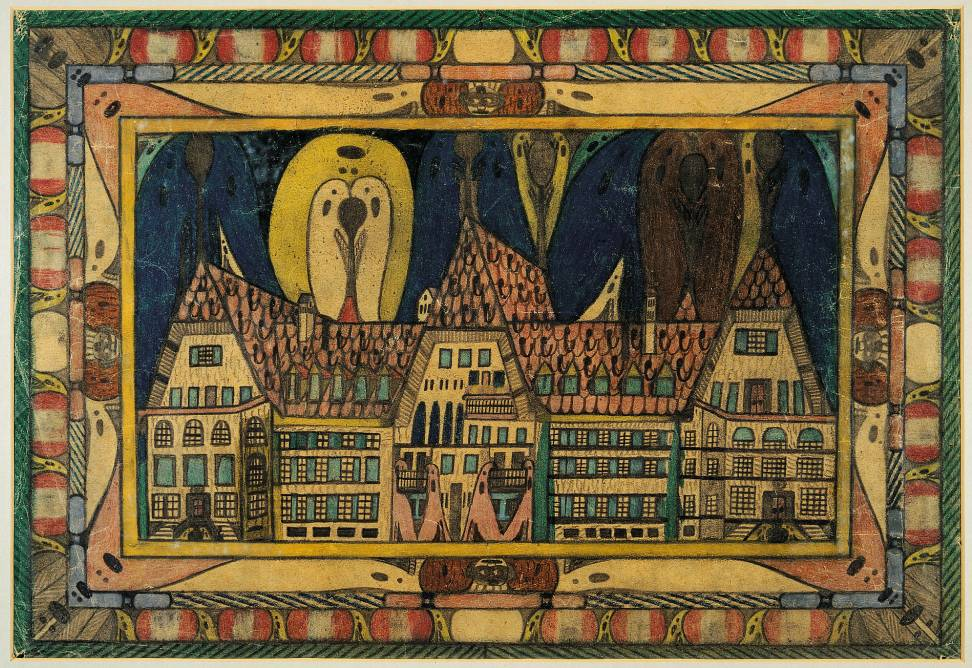
Clínica Waldau, 1921.

El llibre de Morgenthaler era revolucionari en certs aspectes, en sostenir que una persona amb una malaltia mental severa podia ser un artista seriós i contribuir per tant al desenvolupament de l'art.
En aquest aspecte, Wölfli era un iconoclasta que va influenciar el desenvolupament i acceptació de l'Art Brut, tal com ho va concebre Jean Dubuffet.
Wölfli va produir una impressionant quantitat de treballs al llarg de la seva vida, sovint amb els materials més pobres i intercanviant obres menors per llappicers i paper amb els visitants de la clínica.
Les imatges creades per Wölfli són complexes, intricades i intenses, i s'estenen fins als mateixos marges del paper. Com a manifestació del seu "horror vacui", cada espai buit estava ocupat per dos petits forats. Wölfli anomenava a les formes que envoltaven aquests forats, els seus ocells.
Les imatges també contenien una dimensió musical fortament idiosincràtica. Aquesta dimensió musical va seguir desenvolupant-se fins a desembocar en autèntiques composicions que Wölfli interpretava amb una trompeta de paper.
El 1908 es va llançar a la redacció d'una obra semi-autobiogràfica que va arribar a tenir unes 25.000 pàgines i 1.600 il·lustracions reunides en 45 volums. Al llarg d'aquesta narració els episodis de la seva pròpia vida es barrejaven amb d'altres d'inventats, de manera que Wölfli passava de ser un nen a ser el "Cavaller Adolf", i d'aquí a "Emperador Adolf" fins a finalment convertir-se en "Sant Adolf II".
Wölfli va morir el 1930. Després de la seva mort es va establir una fundació per a la conservació de l'obra de Wölfli i els seus treballs van ser traslladats al Museu de Belles Arts de Berna, on segueixen exposats avui en dia.

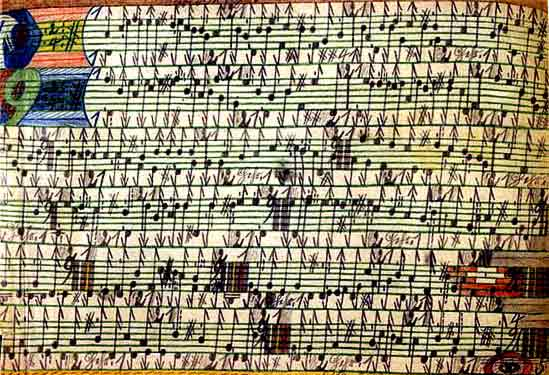
Obra d'Adolf Wölfli, com una partitura musical.

L'obra de Wölfli ha inspirat a molts compositors, segurament el més important dels quals és el danès Per Norgard que va modificar radicalment el seu estil després de contemplar l'exposició de Wölfli i, fins i tot, arribà a compondre una òpera inspirada en la vida d'aquest artista que va titular "El Circ Diví".